# Найсвятіше ім'я Ісуса

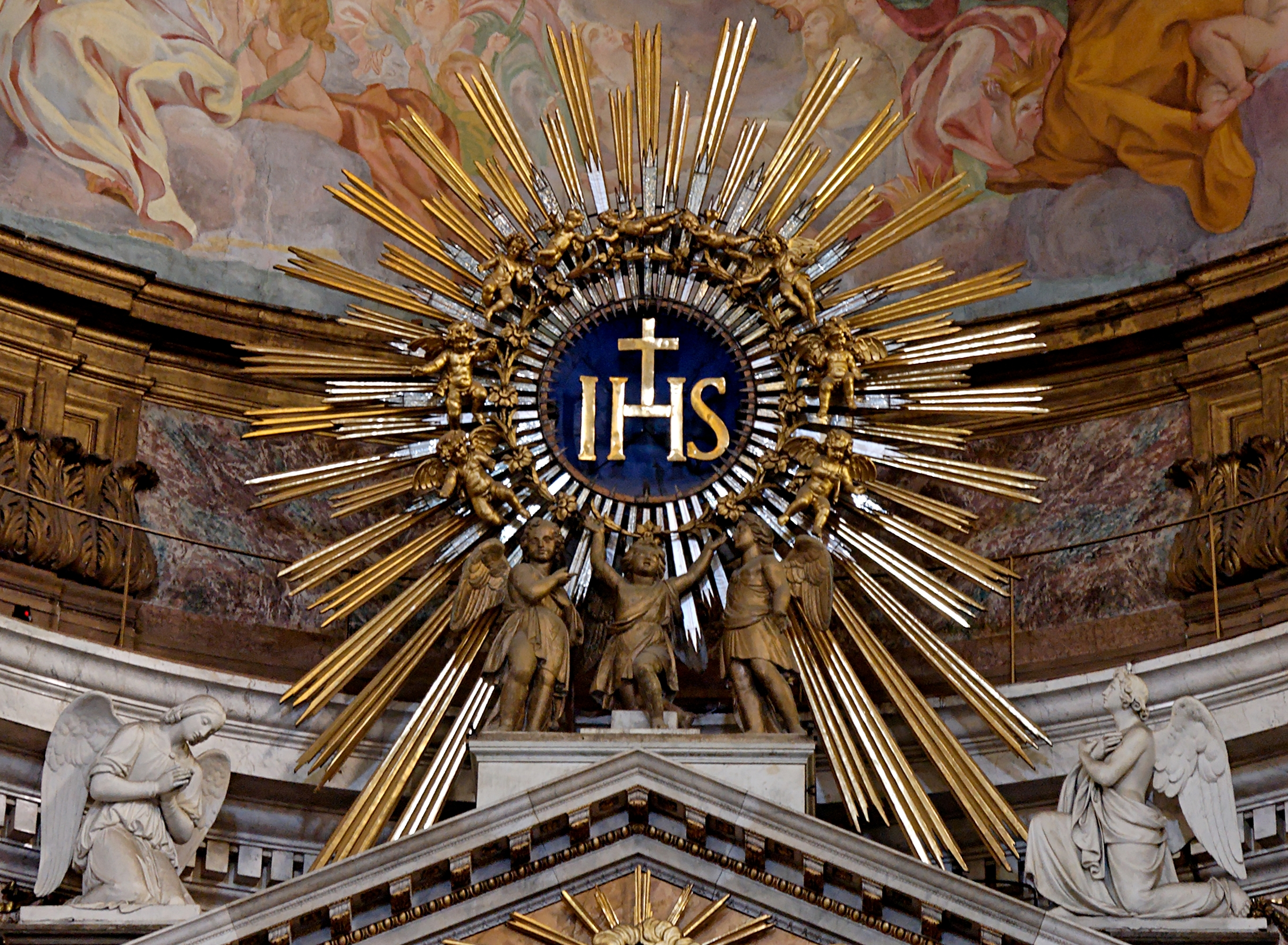
Монограма Найсвятішого Імені Ісуса (Церква святого імені Ісуса, Італія)

Найсвяті́ше Ім'я́ Ісу́са (італ. Santissimo Nome di Gesù) — у християнстві ім'я Бога і Господа Нашого, Ісуса Христа. Особливий об'єкт вшанування у католицькій церкві поряд із Найсвятішим серцем Ісуса. Християни вірять, що іменем Ісуса вони отримують благодаті для душі й тіла, захист від сатани тощо. Традиція преклоніння перед іменем Ісуса виводиться від ранніх християн. Перша відома літанія до найсвятішого імені Ісуса датується XV століттям й походить з Італії. Загальне католицьке свято Найсвятішого імені Ісуса було встановлене 1530 року. Стало популярним у країнах Західної Європи та Америки завдяки діяльності єзуїтів. Його відзначають щорічно 3 січня за григоріанським календарем. У іконографії та живописі зображається у вигляді латинської христограми IHS (лат. Jesus Humanorum Salvator, «Ісус, Спаситель людей»), або грецької монограми ΙΗΣ. Також — Святе (Пресвяте) ім'я Ісуса (італ. Sacro Nome di Gesù).

## Церкви
- Церква святого імені Ісуса, Італія
- Старий Браганський собор, Португалія